# 고공

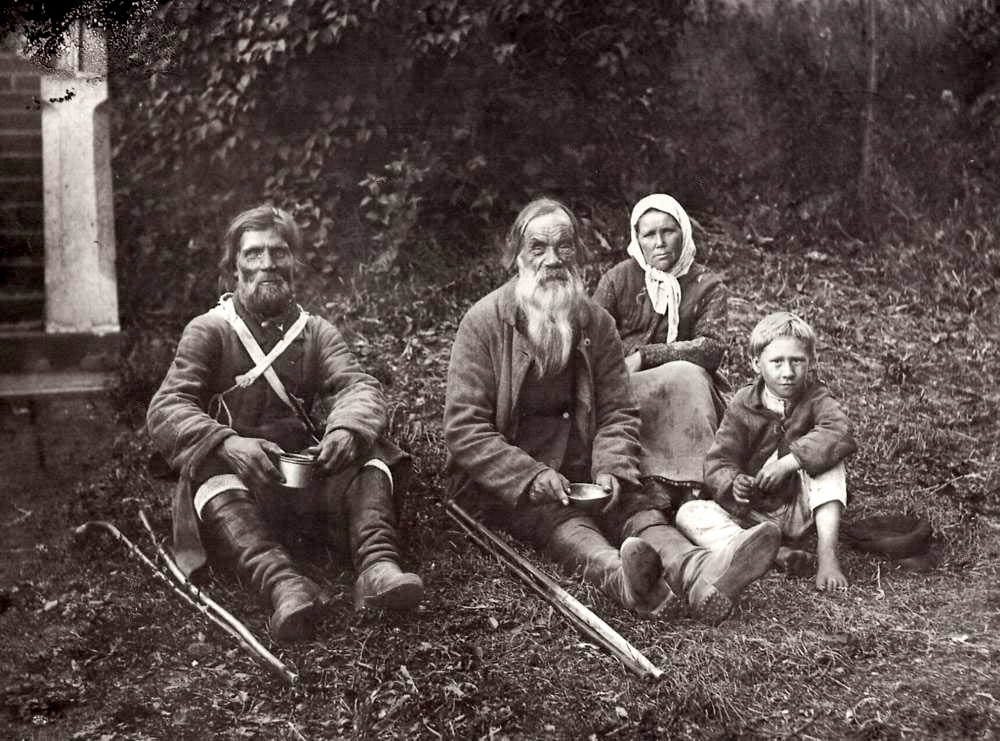

고공(雇工), 머슴이란 부농층의 농업 노동에 구사되던 임노동자를 가리킨다.

## 개설
경영형 부농의 상업적 농업 경영에서 보다 많은 수입을 위해 핵심이 되는 것은 노동력 문제였다. 그리하여 이 시기의 경영형 부농층은 그들의 상업적인 농업 경영에 가장 합당한 고용 노동을 채택하였는데, 바로 임금노동(賃金勞動)과 고공노동이었다.
고공에는 단기고공·장기고공·특수고공의 세 종류가 있었다. 단기고공은 농번기에 계절적으로 고용되는 노동자로서 이들은 본질적으로 임금노동자층과 다를 것이 없었다. 그들은 고용주에게 신분상으로 예속되는 존재가 아니라 자유인이었다. 장기고공은 조선 전기 이래로 있어 온 전형적인 고공으로서 수년 간 또는 10여 년 또는 평생을 주인집에 고용되어, 그 속성은 노비 노동에 가까운 것이었다. 다만 노비와 달리, 머슴이라 불리며 해마다 “세경”이라는 임금을 받았다. 특수고공은 전국의 역리(驛吏)와 북로(北路)의 관속·품속·유생·관노비 등에게 국가 권력으로써 제공된 고공으로서, 이들은 명칭과는 달리 사회적 존재 형태는 고공이 아니었다.

## 같이 보기
- 노비

## 참고 문헌
- 이 문서에는 다음커뮤니케이션(현 카카오)에서 GFDL 또는 CC-SA 라이선스로 배포한 글로벌 세계대백과사전의 〈〈농촌 경제와 사회 변동〉〉 항목을 기초로 작성된 글이 포함되어 있습니다.